# Новоуспенка (Балаковский район)
Новоупенка — село в Балаковском районе Саратовской области, в составе Быково-Отрогского муниципального образования.

## История
Основано в 1910–1914 годах как украинский посёлок Успенский. Административно относился к Каменно-Сарминской волости Николаевского уезда Самарской губернии. В 1914 году в посёлке открылась земская школа. В советские годы Ново-Успенский посёлок вошёл в состав Ново-Бельковского сельсовета Криволучье-Сурской волости Пугачёвского уезда.
В годы Великой Отечественной войны погибли 27 жителей села. В послевоенные годы Новоуспенка входила в Комсомольский сельсовет. В составе Быково-Отрогского муниципального образования - с 2015 года.

## Физико-географическая характеристика
Село находится в Низком Заволжье, в пределах Сыртовой равнины, относящейся к Восточно-Европейской равнине, на левом берегу реки Большой Кушум, на высоте 45 метров над уровнем моря. Почвы — чернозёмы солонцеватые. Почвообразующие породы — глины и суглинки.
По автомобильным дорогам расстояние до административного центра сельского поселения села Быков Отрог — 65 км, до районного центра города Балаково составляет 76 км, до областного центра города Саратова — 200 км.
Часовой пояс
Новоуспенка, как и вся Саратовская область, находится в часовой зоне МСК+1. Смещение применяемого времени относительно UTC составляет +4:00.

## Население
Динамика численности населения
| 1915 | 1926 |
| ---- | ---- |
| 212  | 172  |

| 2002 | 2010 |
| ---- | ---- |
| 129  | ↘92  |